# Colin Cunningham
Colin Alexander Cunningham (Los Angeles, 20 agosto 1966) è un attore statunitense.
È noto per aver interpretato il personaggio di John Pope nella serie televisiva Falling Skies.

## Carriera
Dopo aver interpretato diversi ruoli minori in varie serie televisive, tra cui X-Files, tra il 1999 e il 2005 ha avuto un ruolo ricorrente nella serie Stargate SG-1 come Paul Davis, maggiore dell'aviazione statunitense. Ha poi recitato nella serie canadese Da Vinci's Inquest nel ruolo del poliziotto corrotto Brian Curtis, ruolo che riprese nel 2006 anche nel sequel Da Vinci's City Hall. È apparso inoltre nella serie jPod e in diversi episodi di The L Word e nella serie canadese Flashpoint, dove è Roy, il fratello di Ed Lane.
Ha recitato il ruolo di John Pope in Falling Skies e il marito della biologa amica di Henry Foss in Sanctuary.
Per quanto riguarda il cinema, ha interpretato nel 2000 l'attivista anti-clonazione Tripp ne Il sesto giorno, e nel 2005 McCabe nel film Elektra.
Colin ha scritto, interpretato e diretto un corto intitolato Centigrade, un thriller contemporaneo, vincitore dell'edizione 2007 dei Kick Start Award.

## Filmografia

### Cinema
- Prova schiacciante (Hard Evidence), regia di Michael Kennedy (1995)
- Zacharia Farted, regia di Mike Rohl (1998)
- Insieme per uccidere (The Silencer), regia di Robert Lee (1999)
- Campioni di razza (Best in Show), regia di Christopher Guest (2000)
- Il sesto giorno (The 6th Day), regia di Roger Spottiswoode (2000)
- S.Y.N.A.P.S.E. - Pericolo in rete (Antitrust), regia di Peter Howitt (2001)
- Ho rapito Sinatra (Stealing Sinatra), regia di Ron Underwood (2003)
- Elektra, regia di Rob S. Bowman (2005)
- The Entrance, regia di Damon Vignale (2006)
- Breakfast with Scot, regia di Laurie Lynd (2007)
- Stargate: Continuum, regia di Martin Wood (2008)
- Rise of the Damned, regia di Micheal Bafaro (2011)
- Afghan Luke, regia di Mike Clattenburg (2011)
- The Historian, regia di Miles Doleac (2014)
- Guardian Angel, regia di Vahik Pirhamzei (2014)
- Numb, regia di Jason R. Goode (2015)
- Little Pink House, regia di Courtney Balaker (2017)
- Bashira, regia di Fong Nickson (2021)
- Horizon: An American Saga - Capitolo 1 (Horizon: An American Saga - Chapter 1), regia di Kevin Costner (2024)

### Televisione

#### Film TV
- For the Love of Nancy (1994)
- Hard Evidence (1995)
- Robin Hood in Internet (1996)
- Captains Courageous (1996)
- Volcano: Fire on the Mountain (1997)
- Hostile Force (1997)
- Dead Fire (1997)
- Five Desperate Hours (1997)
- Y2K (1999)
- Final Ascent (2000)
- Mr. St. Nick (2002)
- Behind the Camera: The Unauthorized Story of Three's Company (2003)
- Wilder Days (2003)
- Stealing Christmas (2003)

#### Serie televisive
- Il commissario Scali (1995), 1 episodio
- Marshal (1995), 1 episodio
- The X-Files (1995-1996), 3 episodi
- Oltre i limiti (1996), 1 episodio
- Dead Man's Gun (1997-1998), 2 episodi
- It's True (1998), 1 episodio
- The Sentinel (1998), 1 episodio
- Viper (1998), 1 episodio
- Zacharia Farted (1998), 1 episodio
- The Net (1998), 1 episodio
- Il corvo (1999), 1 episodio
- Beggars and Choosers (1999-2001), 22 episodi
- Stargate SG-1 (1999-2005), 15 episodi
- Big Sound (2000-2001), 2 episodi
- Dead Last (2001), 1 episodio
- Strange Frequency (2001), 1 episodio
- Dark Angel (2001), 1 episodio
- UC: Undercover (2001), 1 episodio
- Cold Squad - Squadra casi archiviati (2001-2002), 3 episodi
- Smallville (2002-2003), 2 episodi
- Mysterious Ways (2002), 1 episodio
- Da Vinci's Inquest (2002-2005), 33 episodi
- The Twilight Zone (2003), 1 episodio
- Out of Order (2003), 1 episodio
- Andromeda (2003-2004), 2 episodi
- Phase II (2004), 1 episodio
- CSI: Miami (2004), 1 episodio
- The L Word (2004), 2 episodi
- The Chris Isaak Show (2004), 2 episodi
- The Collector (2004-2006), 23 episodi
- 4400 (2004-2007), 2 episodi
- The Dead Zone (2005), 1 episodio
- Reunion (2005), 1 episodio
- Da Vinci's City Hall (2005-2006), 8 episodi
- Saved (2006), 1 episodio
- Lesser Evil – film TV (2006)
- Behind the Camera: The Unauthorized Story of 'Diff'rent Strokes – film TV (2006)
- Masters of Horror (2007), 1 episodio
- Psych (2007), 1 episodio
- Men in Trees - Segnali d'amore (2007), 1 episodio
- Eureka (2007), 1 episodio
- The Guard (2008), 1 episodio
- jPod (2008), 10 episodi
- Stargate Atlantis (2009), 1 episodio
- Impatto dal cielo (2009), 2 episodi
- Sanctuary (2009), 1 episodio
- Fireball – film TV (2009)
- Goblin – film TV (2010)
- Living in Your Car – serie TV, 13 episodi (2010)
- Flashpoint (2010), 2 episodi
- Shattered (2010), 1 episodio
- Falling Skies (2011-2015), 48 episodi
- Perception – serie TV, 1 episodio (2012)
- L'undicesima vittima, regia di Mike Rohl – film TV (2012)
- Klondike – miniserie TV (2014)
- Blood Drive – serie TV (2017)
- Preacher – serie TV (2017-2018)

### Cortometraggi
- The 30 Second Guaranteed Foolproof Ancient Cantonese Method (2004)
- Say Yes (2005)
- Incident at Alma (2006)
- Insider Trading (2006)
- Centigrade (2007), anche come regista

### Film DVD
- Stargate: Continuum (2008)

## Doppiatori italiani
Nelle versioni in italiano delle opere in cui ha recitato, Colin Cunningham è stato doppiato da:
- Pasquale Anselmo in X-Files, Masters of Horror
- Christian Iansante in Blood Drive, Stumptown
- Sergio Di Giulio in CSI: Miami
- Luigi Ferraro in The L Word
- Enrico Di Troia in Stargate SG-1
- Sergio Di Stefano in The Collector
- Vittorio Guerrieri in Psych
- Massimo Lodolo in Falling Skies
- Marco Mete in Perception
- Riccardo Scarafoni in Hawaii Five-0